# عنقود هيركليز المجري
عنقود مجري هيركليز (بالإنجليزية: Hercules Cluster)‏، ويطلق عليه أحياناً Abell 2151، هو عنقود مجري تسكنه حوالي 200 مجرة يبعد عن الأرض بين 420 مليون إلى 650 مليون سنة ضوئية تقريباً، ويعتبر هذا العنقود هو الأغنى في المجرات في العنقود العملاق هركليز، والذي هو نفسه جزء من تركيب أكبر هو الجدار العظيم.
وهو عنقود غني بالمجرات الحلزونية والشاذة والغبار والغازات، والتي تساعد على إنتاج نجوم ومجرات جديدة، ويظهر هذا العنقود نشاط كثيف للمجرات، كما يلاحظ فيه العديد من التفاعلات والاندماجات بين أزواج المجرات والتجمعات الصغيرة من المجرات. وبالنظر إلى كلا من ديناميكية حركة العنقود وعدد المجرات الذي يحويها فإنه من المحتمل أن يكون أقل تطوراً من عنقود كوما. ويبدو في تفاعلاته مثل تجمعات المجرات الناشئة في بدايات الكون. ومع هذا فإنه مركزه ضعيف وغير مترابط لقلة عدد المجرات في مركزه.
تعتبر مجرة NGC 6166 الاهليجية العملاقة هي قلب العنقود، وتحتاج لظروف جيدة وتليسكوب قوي لا يقل عن 12" للتمكن من رؤيتها، وهذه المجرة تحتوي على ثقب أسود عملاق تبلغ كتلته 109 كتلة شمسية وهو ثقب أخذ في النمو.